# Beso fraternal socialista

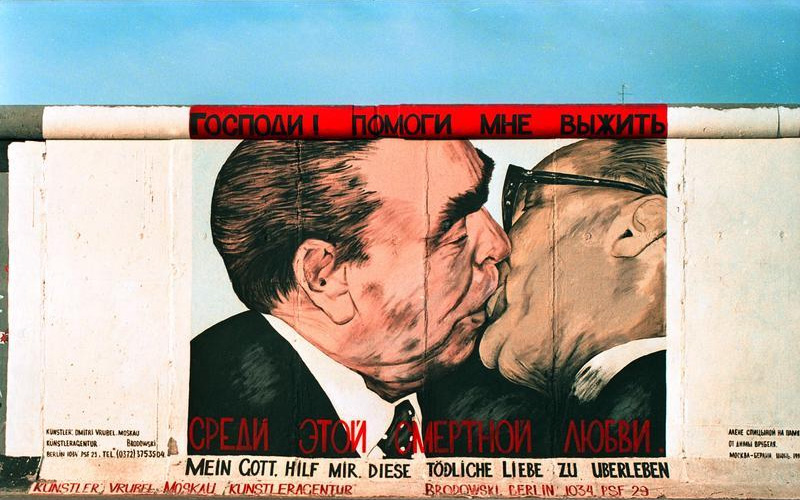
Mein Gott hilf mir, diese tödliche Liebe zu überleben («Dios mío, ayúdame a sobrevivir a este amor mortal»), grafiti en el Muro de Berlín que representa al líder soviético Leonid Brézhnev besando al líder de Alemania Oriental Erich Honecker.

El beso fraternal socialista era una forma especial de saludo entre los líderes socialistas. El acto demostraba la especial conexión que había entre los países socialistas, consistente en un abrazo, seguido de una serie de tres besos en mejillas alternas. En casos poco frecuentes, cuando los dos líderes se consideraban excepcionalmente cercanos, los besos se daban en la boca en lugar de en las mejillas.
El abrazo fraternal socialista consiste en una serie de tres abrazos intensos, alternados entre el lado izquierdo y derecho del cuerpo, sin besos. Este saludo modificado, sin beso, fue adoptado por los líderes comunistas de Asia, donde no existe la tradición de besarse en la mejilla para saludar. Durante la Guerra Fría, líderes comunistas de Asia aceptaron recibir besos de otros líderes europeos y cubanos, pero omitían dar ellos el beso.

## Historia
Este ritual tiene su origen en la práctica europea de besarse en la mejilla como saludo entre familiares o amigos cercanos. También se ha asociado con el beso fraternal ortodoxo, una variante del saludo de paz cristiano.

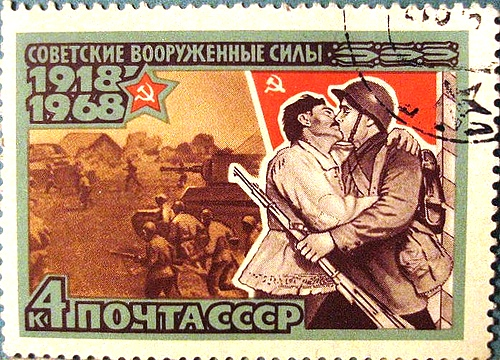
Sello de correos en el que se representa a un campesino besando a un soldado soviético

Con la expansión del comunismo después de la Segunda Guerra Mundial, la Unión Soviética dejó de estar aislada como único país comunista. El beso o abrazo fraternal socialista se convirtió en un saludo solemnizado entre los líderes de los países socialistas o comunistas. El saludo también fue adoptado por líderes socialistas del tercer mundo, así como por líderes de movimientos de liberación alineados con los socialistas, como la Organización para la Liberación de Palestina y el Congreso Nacional Africano.

## Kremlinología
Los kremlinólogos prestaban atención a si el abrazo fraterno se intercambiaba en los encuentros entre los líderes comunistas, ya que la omisión del habitual saludo indicaba un menor nivel de relaciones entre los dos países.
Después de la ruptura sino-soviética, los chinos se negaron a abrazar a sus homólogos soviéticos o a dirigirse a ellos como «camaradas». Cuando el primer ministro soviético Nikita Jrushchov trató de abrazar al presidente del Partido Comunista Chino, Mao Zedong, en una visita a Pekín en 1959, Mao dio un paso atrás para evitar el abrazo y ofreció un apretón de manos en su lugar. Incluso con la normalización de las relaciones en 1989, los chinos continuaron omitiendo el abrazo fraternal al saludar a los líderes soviéticos. Esto se hizo para enfatizar que las relaciones sino-soviéticas no estaban regresando al nivel previo a la ruptura de la década de 1950; el protocolo chino insistió específicamente en «un apretón de manos, no un abrazo».
Debido a su significado simbólico, los líderes comunistas a menudo intercambiaban el abrazo fraternal incluso si tenían importantes desacuerdos, con tal de evitar dar la impresión pública de que sus relaciones eran tensas. Por ejemplo, aunque China y Vietnam se disputan la propiedad de las islas Spratly, sus respectivos líderes siguen intercambiando entre ellos el abrazo fraternal socialista.

## Beso en la mejilla
El beso fraternal socialista no tiene que ser confundido con los habituales besos en la mejilla entre algunos líderes mundiales. Por ejemplo, es tradicional que el presidente de Francia salude a otros líderes con un beso en ambas mejillas.